# Canton de Salbris
Le canton de Salbris est un ancien canton français située dans le département de Loir-et-Cher et la région Centre.
Depuis le redécoupage cantonal de 2014, Salbris est le bureau centralisateur du nouveau canton de la Sologne.

## Géographie
Ce canton était organisé autour de Salbris dans l'arrondissement de Romorantin-Lanthenay. Son altitude variait de 89 m (Selles-Saint-Denis) à 168 m (Orçay) pour une altitude moyenne de 118 m.

## Représentation

### Conseillers d'arrondissement (de 1833 à 1940)
Le canton de Salbris avait deux conseillers d'arrondissement, sauf de 1848 à 1852. 
| Période                                  | Période           | Identité                                    | Étiquette          | Qualité |
| ---------------------------------------- | ----------------- | ------------------------------------------- | ------------------ | --- |
| 1833                                     | 1839              | René Pierre Delagueule de Coinces           |                    | Propriétaire à Romorantin                                                                                     |
| 1833                                     | 1839              | Jacques Marie d'Orléans de Rère (1777-1855) |                    | Propriétaire, maire de Theillay                                                                               |
| 1839                                     | 1848              | Simon Gilbert Thibonneau (1798-1865)        |                    | Suppléant du juge de paix de Salbris, propriétaire à Theillay                                                 |
| 1839                                     | 1845              | Gabriel Félix Cuvié                         |                    | Maire de Marcilly-en-Gault                                                                                    |
| 1845                                     | 1848              | Élie Colladant                              |                    | Notaire, maire de Salbris                                                                                     |
| 1852                                     | 1865 (décès)      | Simon Gilbert Thibonneau                    |                    | Propriétaire, maire de Theillay, Président du Conseil d'arrondissement                                        |
| 1852                                     | 1867              | Alexandre Louis Grosset                     |                    | Juge de paix à Salbris                                                                                        |
| 1865                                     | 1871              | Emile Adrien Fougeron                       |                    | Propriétaire, maire de Theillay                                                                               |
| 1867                                     | 1877              | Arthur de La Selle                          |                    | Maire de Saint-Viâtre                                                                                         |
| 1871                                     | 1900 (décès)      | Eugène Ménard                               |                    | Maire de Salbris, suppléant du juge de paix, Président du Conseil d'arrondissement                            |
| 1877                                     | 1883              | Félix Moussy                                | Républicain        | Propriétaire à Salbris, maitre de forges, Pierrefitte-sur-Sauldre                                             |
| 1883                                     | 1895              | Henri-Frédéric Sausset (1832-1918)          |                    | Maire de Marcilly-en-Gault                                                                                    |
| 1895                                     | 1910              | Comte Jacques d'Orléans (1863-1945)         | Royaliste          | Propriétaire à Paris, maire de Theillay, propriétaire du château de Rère                                      |
| 1900                                     | 1907              | Henri-Frédéric Sausset                      |                    | Propriétaire à Marcilly-en-Gault                                                                              |
| 1907                                     | 1910              | Albert Chevallier                           |                    | Agriculteur, maire d'Orçay                                                                                    |
| 1910                                     | Déc. 1910 (décès) | Michel-Raoul Nouhen-Bertet                  | Radical            | Négociant en vins, conseiller municipal de Theillay                                                           |
| 1910                                     | 1919              | Octave Dubois                               |                    | Adjoint puis ùaire de Saint-Viâtre                                                                            |
| 19 fév. 1911                             | 1919              | Eugène Landas                               | Républicain modéré | Propriétaire à Theillay                                                                                       |
| 1919                                     | 1934              | Basile Pajon                                |                    | Président de l'union syndicale et fraternelle des maîtres-tailleurs de Paris, propriétaire à La Ferté-Imbault |
| 1919                                     | 1924              | René-Jules Lignou                           |                    | Instituteur, maire de Selles-Saint-Denis                                                                      |
| 1924                                     | 1933 (décès)      | Paulin Durand                               |                    | Agriculteur, industriel, Président du syndicat d'élevage du dindon noir de Sologne, maire de Salbris          |
| 1933                                     | 1940              | M. Alleron                                  | Rad.               | Maire de Theillay                                                                                             |
| 1934                                     | 1940              | M. Autrive                                  | Rad.               | Premier adjoint au maire de Salbris                                                                           |
| 1940                                     |                   |                                             |                    | Les conseils d'arrondissement ont été suspendus par la loi du 12 octobre 1940 et n'ont jamais été réactivés   |
| Les données manquantes sont à compléter. |                   |                                             |                    | |

### Conseillers généraux de 1833 à 2015
| Période | Période      | Identité                                     | Étiquette        | Qualité |
| ------- | ------------ | -------------------------------------------- | ---------------- | --- |
| 1833    | 1839         | Joseph Petit                                 |                  | Avocat à la Cour d'Appel de Paris puis Président du Tribunal civil de la Seine Conseiller municipal de Romorantin (1829-1846) Député (1831-1834)                                |
| 1839    | 1848         | Augustin Charles d'Orléans (1779-1850)       |                  | Propriétaire, maire de Theillay (1813-1843) |
| 1848    | 1849 (décès) | Antoine Normant                              | Centre droit     | Industriel drapier Ancien conseiller municipal de Villeherviers Député (1848) Maire de Romorantin (1840-1842, 1847-1849) Conseiller général du Canton de Romorantin (1842-1845) |
| 1849    | 1852         | Alfred Fée                                   |                  | Docteur en médecine, chirurgien aide-major Adjoint au maire de Salbris (1848-1852)                                                                                              |
| 1852    | 1853 (décès) | Baron Charles Mathias Servatius (1791-1853)  |                  | Ancien officier Conseiller municipal de Tremblevif (Saint-Viâtre) |
| 1854    | 1867         | Ernest Forestier de Boinvilliers (1823-1877) |                  | Avocat à la Cour d'Appel de Paris Maire de Lamotte-Beuvron (1853-1870, 1871-1874)                                                                                               |
| 1867    | 1877         | Comte Jacques d'Orléans                      |                  | Ancien officier, maire de Theillay (1874-1884) Propriétaire du château de Rère à Theillay                                                                                       |
| 1877    | 1883         | Joseph Leveau                                | Républicain      | Propriétaire, ancien notaire Maire-adjoint de Saint-Viâtre |
| 1883    | 1889         | Félix Moussy                                 | Rad.             | Propriétaire, maître de forges Conseiller municipal de Pierrefitte-sur-Sauldre                                                                                                  |
| 1889    | 1895         | Auguste Courtin                              | Conservateur     | Propriétaire, maire de Salbris (1884-1900) |
| 1895    | 1901         | Félix Moussy                                 | Républicain Rad. | Propriétaire, maître de forges Conseiller municipal de Pierrefitte-sur-Sauldre, conseiller d'arrondissement                                                                     |
| 1901    | 1907         | André Courtin (fils d'Auguste Courtin)       | Conservateur     | Ingénieur agronome, agriculteur Maire de Salbris (1900-1912) |
| 1907    | 1931         | Léonce Sausset                               | Rad.             | Propriétaire-agriculteur à Marcilly Maire de Marcilly-en-Gault (1908-1935) |
| 1931    | 1940         | Raymond Bordes                               | Rad.             | Médecin Maire de La Ferté-Imbault |
|         |              |                                              |                  | |
| 1945    | 1953 (décès) | Raymond Bordes                               | Rad.             | Médecin Maire de La Ferté-Imbault |
| 1953    | 1967         | Louis Boichot                                | Rad.             | Commerçant Maire de Salbris (1945-1965) Vice-Président du Conseil Général |
| 1967    | 1998         | Roger Corrèze                                | UDR puis RPR     | Hôtelier-restaurateur Député (1968-1988) Maire de Salbris (1965-1995) |
| 1998    | 2012 (décès) | Michel Leroux                                | UDF puis NC      | Chef d'entreprise de maçonnerie Maire de Selles-Saint-Denis (1977-2001) Premier Vice-Président du Conseil Général                                                               |
| 2012    | 2015         | Agnès Thibault                               | MoDem            | Maire de Marcilly-en-Gault depuis 1995 |

## Composition
Le canton de Salbris, d'une superficie de 637 km2, était composé de neuf communes
.
| Nom                     | Code Insee | Intercommunalité              | Superficie (km2) | Population (dernière pop. légale) | Densité (hab./km2) |
| ----------------------- | ---------- | ----------------------------- | ---------------- | --------------------------------- | ------------------ |
| La Ferté-Imbault        | 41084      | CC de la Sologne des Rivières | 50,02            | 987 (2014)                        | 20                 |
| Marcilly-en-Gault       | 41125      | CC de la Sologne des Étangs   | 50,31            | 758 (2014)                        | 15                 |
| Orçay                   | 41168      | CC de la Sologne des Rivières | 18,75            | 249 (2014)                        | 13                 |
| Pierrefitte-sur-Sauldre | 41176      | CC de la Sologne des Rivières | 74,96            | 819 (2014)                        | 11                 |
| Saint-Viâtre            | 41231      | CC de la Sologne des Étangs   | 89,79            | 1 261 (2014)                      | 14                 |
| Salbris                 | 41232      | CC de la Sologne des Rivières | 106,61           | 5 398 (2014)                      | 51                 |
| Selles-Saint-Denis      | 41241      | CC de la Sologne des Rivières | 50,98            | 1 293 (2014)                      | 25                 |
| Souesmes                | 41249      | CC de la Sologne des Rivières | 99,50            | 1 121 (2014)                      | 11                 |
| Theillay                | 41256      | CC de la Sologne des Rivières | 96,38            | 1 329 (2014)                      | 14                 |

## Démographie

### Évolution démographique
| 1962   | 1968   | 1975   | 1982   | 1990   | 1999   | 2006   | 2011   | 2012   |
| ------ | ------ | ------ | ------ | ------ | ------ | ------ | ------ | ------ |
| 12 982 | 13 042 | 13 507 | 13 734 | 13 727 | 13 685 | 13 379 | 13 495 | 13 418 |

### Âge de la population
La pyramide des âges, à savoir la répartition par sexe et âge de la population, du canton de Salbris en 2009 ainsi que, comparativement, celle du département de Loir-et-Cher la même année sont représentées avec les graphiques ci-dessous.
La population du canton comporte 48,7 % d'hommes et 51,3 % de femmes. Elle présente en 2009 une structure par grands groupes d'âge plus âgée que celle de la France métropolitaine. 
Il existe en effet 67 jeunes de moins de 20 ans pour cent personnes de plus de 60 ans, alors que pour la France l'indice de jeunesse, qui est égal à la division de la part des moins de 20 ans par la part des plus de 60 ans, est de 1,06. L'indice de jeunesse du canton est également inférieur à celui  du département (0,83) et à celui de la région (0,95).
| Hommes | Classe d’âge | Femmes |
| ------ | ------------ | ------ |
| 0,5    | 90 ans ou +  | 1,6    |
| 9,4    | 75 à 89 ans  | 13,5   |
| 17,7   | 60 à 74 ans  | 18,8   |
| 23,0   | 45 à 59 ans  | 21,6   |
| 18,8   | 30 à 44 ans  | 17,5   |
| 14,1   | 15 à 29 ans  | 12,4   |
| 16,4   | 0 à 14 ans   | 14,6   |

| Hommes | Classe d’âge | Femmes |
| ------ | ------------ | ------ |
| 0,5    | 90 ans ou +  | 1,5    |
| 8,8    | 75 à 89 ans  | 12,1   |
| 15,4   | 60 à 74 ans  | 16,1   |
| 21,2   | 45 à 59 ans  | 20,5   |
| 19,6   | 30 à 44 ans  | 18,7   |
| 15,9   | 15 à 29 ans  | 14,3   |
| 18,6   | 0 à 14 ans   | 16,8   |